# Јанко Катић
Јанко Катић (17?? – 1806) био је српски војвода и један од организатора Првог српског устанка (1804–1813). Учествовао је у устанку од првог дана, био је важан обор-кнез шабачког округа и био је један од најхрабријих заповедника, толико утицајан као војни и политички вођа да су га многи држали као другог само Карађорђа Петровића, у Шумадији.

## Порекло
Сведочење о Јанку Катићу засновано је на књизи коју је урадио Миливоје Катић, по документима нађеним у архивима. За сада нема поузданих података на основу којих се може утврдити порекло ове породице. Народ има неколико верзија. Према једном предању, Катићи су се доселили са Старог Влаха, из југозападне Србије, док им је првобитна постојбина била Црна Гора. Према другој верзији, пореклом су из Херцеговине, а по трећој – са Косова. Зна се да се Јанков отац Јован у Рогачу доселио половином 18. века. Већина историчара сматра да је он имао три сина, Марка, Јанка и Стевана, али има и оних који тврде да је имао и четвртог Николу – прича Живка – Цица Маричић, чланица Општинског већа Сопота задужена за културу и образовање, о животу, пореклу, начину ратовања, љубавима и погибији Јанка Катића. Она је и професорка српског језика и књижевности родом из Рогаче.
Једни сматрају да је Никола Јанку брат по мајци, а други да је био Јанков сестрић доведен у Катиће или чак и „уљез” у овој породици. У сваком случају, у Рогачи су у то време живела два човека по имену Никола Катић. О томе сведоче два гроба, један је у порти рогачке цркве. Један Никола био је војвода, кнез и судија. Други Никола сахрањен је на рогачком гробљу.
Јанко је имао и три сестре. Једна од њих, Перуника, била је лепотица. Њу су уграбили Турци и одвели у Београд за Омер-агу. Она је успела да наговори агу да јој доведе омиљеног брата. Тако је Јанко као дечак стигао у Београд у сестрину кућу. Израстао је у наочитог младића и ту је научио турски и савладао војничке вештине.
Управо на овом месту јављају се и прве приче о Јанку и његовој љубави. О том делу његовог живота постоје две верзије.
Према једној причи, Јанко се заљубио у Омер-агину лепу сестричину Емиру. Подржавала их је Перуника, али не и Омер-ага. Једном их је ухватио заједно и исукао сабљу да посече Јанка, али су му се испречиле Емира и Перуника. За то време Јанко је успео да побегне у шуму, па у Рогачу, а затим да се прикључи хајдуцима. Емира и он су се растали, али се нису заборавили. Остали су у вези помоћу поверљивих гласника. Емира је, кажу, чак и кренула у потрагу за њим. Нажалост, уместо Јанка код Шапца је наишла на његову посмртну поворку. Прича се чак и да се убила из Јанковог пиштоља.
Према другој верзији, Јанкова љубав звала се Хани и била је верена за сестрића Алије Гушанца, стварног господара Београда. Њихову љубав спречио је Ахмет-бег, Ханин зет.

## Биографија
Јанко Катић је рођен у Рогачи испод Космаја, 70-их година 18. века. У младости је углавном живео у Београду са сестром, која је била удата за Турчина. У то време научио је турски језик, што би му касније користило. Међутим, он се лоше договорио са мужем своје сестре и био је приморан да оде и врати се у Рогачу. У региону је планиран устанак и он се придружио устанку и постављен за кнеза једне од бивших османских нахија, а како је био познат по томе што је био праведан, разборит и јуначан, брзо је постао главни командант београдске нахије. Имао је добар изглед, у скупштинама је био добар говорник, а у биткама је био врло прилагодљив, спретан и јуначки поглавица. Био је популаран у народу, а савременици су га називали „разборитим и јуначким Јанком“. Био је једна од најважнијих личности Првог српског устанка.
Учествовао је у свим биткама од почетка: Београду, Пожаревцу, Руднику, Врбици итд. Он, Васа Чарапић и Сима Марковић командовали су са 4.000 војника који су опседали Београд. Карађорђе га је послао у борбу у Мачви, 1806. године, као помоћ. Показао је сјајне вештине, а након паљења села Совљак убио је 65 Турака и узео оно што су раније запленили. Погинуо је у борби против Османлија око Шапца, у селу Крнић, непосредно пре Мишарске битке.
Његова смрт била је велики губитак за српске револуционаре. Иако је био близак пријатељ Карађорђа, био је део политичке групе која је тежила решавању Вождове аутократије. Из његове породице потекло је још неколико револуционара. Његов брат Јакоб Катић такође је био борац за слободу, револуционар.
Мемоаристи кажу да је био један од највећих јунака свога времена и да је био веома речит и паметан, један од ретких писмених устаника и војвода. Истицао се као преговарач (перфектно је говорио турски језик) и био је један од најбољих говорника.
У Музеју Првог српског устанка, у Орашцу код Аранђеловца, изложено је Јанково сачувано оружје као што су: јатаган белосапац и пиштољ кремењак. Јанку Катићу је 2004. године подигнут бронзани споменик у Рогачи, рад вајара Миланка Мандића. Споменик је висине 2,4 метара. У центру села Крнић постављен је споменик Јанку Катићу 1954. године, на 150 година од почетка Првог српског устанка.
По њему је названа ОШ „Јанко Катић” Рогача.

### Тумач
Учествовао је заједно са Карађорђем 10. маја 1804. на преговорима са Турцима у Земуну под покровитељством аустријског генерала Женеја. Карађорђе је на тај састанак водио Катића као тумача. За време састанка видео се пламен запаљених српских кућа на другој страни Саве, па је Катић на то скочио и показао аустријском генералу шта раде дахије. Катић се обратио и Турцима и позвао на мегдан Кучук Алију. Био је главни тумач када је Карађорђе преговарао са Бећир-пашом, кога је Порта послала да се погубе дахије и смири стање. Након погубљења дахија био је и у делегацији, коју је Карађорђе послао код Бећир паше са српским захтевима. Учествовао је са Карађорђем у ослобађању Краљева (тада Карановца). Заједно са Карађорђем предложио је да се приходи са скела и таксе које се ту наплаћују ставе на располагање Савету. Почетком 1805. поделио је мегдан код Белих вода са Гушанчевим сестрићем. Јаков Ненадовић и Јанко Катић су били после вожда најистакнутије личности у првим устаничким годинама и сматрали су да би Совјетом могли да ограниче вождову власт. Међутим када су они у августу 1805. сазвали скупштину за оснивање Правитељствујушчег совјета у Боговађи Карађорђе је истовремено сазвао скупштину у Борку и спречио да Боговађа постане седиште Савета. Карађорђе је на тај начин показао да он одлучује о свему.

## Предсказање о смрти
Јанко је, како народ говори, предвидео своју смрт. Уочи борбе код Шапца у јагњећој плећки видео је да се спрема зло. Његово предсказање се остварило. Настрадао је у селу Крнић код Шапца. Убио га је Турчин приликом предаје. Не зна се колико је имао година јер нема проверених податка када је рођен. Сматра се да је имао нешто више од тридесетак када је страдао. Његови земни остаци пребачени су из Сибнице 1934. године у Рогачу. Налазе се у спомен-костурници у Цркви Свете Тројице.